# Victorino de la Plaza
Victorino de la Plaza (Payogasta, Província de Salta, Argentina, 2 de novembre de 1840 - † Buenos Aires, 2 d'octubre de 1919) va ser un advocat i polític argentí, que va ocupar la presidència de la Nació entre el 9 d'agost de 1914 i el 12 d'octubre de 1916.
Va ser el segon dels dos fills de José Roque Mariano de la Plaza Elejalde i de Manuela de la Silva Palacios; el seu germà major, Rafael de la Plaza, també va ser polític i va exercir com a governador santiagueny. Va estudiar lleis a Buenos Aires i el 1868 va assolir el doctorat. Va ser secretari de Dalmacio Vélez Sársfield i va col·laborar amb la redacció del Codi Civil argentí. Va ser ministre d'Hisenda de Nicolás Avellaneda (1876), i ministre de Relacions Exteriors (1882) i d'Hisenda (1883-1885) en la primera administració de Julio Argentino Roca. Fou escollit vicepresident en la fórmula de la Unió Nacional presidida per Roque Sáenz Peña el 1910. Va assumir la presidència després de la mort de Sáenz Penya i va governar el país entre 1914 i 1916. Li va correspondre vetllar per la neteja de les primeres eleccions presidencials sota la llei Sáenz Penya de sufragi universal. Retirat de la política, va morir de pneumònia el 1919.
Va contraure matrimoni en dues ocasions. La primera vegada amb Ecilda Belvis Castellans, amb qui no va tenir fills; la segona vegada va ser amb l'escocesa Emily Henry, amb la qual van tenir un fill, Victoriano de la Plaza Henry.